# 雷根加
雷根加是葡萄牙波尔图区的一个堂区。总面积3.93平方公里，总人口1595人，人口密度405.9人/平方公里。